# Parki narodowe w Ekwadorze
Na terytorium Ekwadoru znajduje się 14 parków narodowych (stan na 15 lutego 2023 roku) zarządzanych przez Ministerstwo Środowiska, Wody i Przemian Ekologicznych Ekwadoru. Wszystkie mają kategorię IUCN – II (park narodowy). Pierwszym parkiem założonym na terenie kraju był Park Narodowy Galapagos. Powstał w 1959 roku.

## Parki narodowe
| Lp. | Zdjęcie | Nazwa parku narodowego                                                         | Rok utworzenia | Powierzchnia [km²] | Prowincja                                   | Uwagi |
| --- | ------- | ------------------------------------------------------------------------------ | -------------- | ------------------ | ------------------------------------------- | --- |
| 1   |         | Park Narodowy Antisana (hiszp. Parque nacional Antisana)                       | 2021           | 1205,81            | Pichincha Napo                              | ostoja ptaków IBA |
| 2   |         | Park Narodowy Cajas (hiszp. Parque nacional Cajas)                             | 1996           | 285,44             | Azuay                                       | rezerwat biosfery UNESCO wpisany na listę konwencji ramsarskiej ostoja ptaków IBA                                     |
| 3   |         | Park Narodowy Cayambe-Coca (hiszp. Parque nacional Cayambe-Coca)               | 1970           | 4031,03            | Pichincha Napo Imbabura Sucumbios           | wpisany na listę konwencji ramsarskiej ostoja ptaków IBA                                                              |
| 4   |         | Park Narodowy Cotacachi-Cayapas (hiszp. Parque nacional Cotacachi-Cayapas)     | 2019           | 2609,61            | Esmeraldas Imbabura                         | ostoja ptaków IBA |
| 5   |         | Park Narodowy Cotopaxi (hiszp. Parque nacional Cotopaxi)                       | 1975           | 333,93             | Cotopaxi Pichincha Napo                     | ostoja ptaków IBA |
| 6   |         | Park Narodowy Galapagos (hiszp. Parque nacional Galapagos)                     | 1959           | 7995,4             | Galapagos                                   | Lista światowego dziedzictwa UNESCO rezerwat biosfery UNESCO wpisany na listę konwencji ramsarskiej ostoja ptaków IBA |
| 7   |         | Park Narodowy Llanganates (hiszp. Parque nacional Llanganates)                 | 1996           | 2197,07            | Cotopaxi Napo Pastaza Tungurahua            | wpisany na listę konwencji ramsarskiej ostoja ptaków IBA                                                              |
| 8   |         | Park Narodowy Machalilla (hiszp. Parque nacional Machalilla)                   | 1979           | 706,14             | Manabi                                      | wpisany na listę konwencji ramsarskiej ostoja ptaków IBA Lista informacyjna światowego dziedzictwa UNESCO             |
| 9   |         | Park Narodowy Podocarpus (hiszp. Parque nacional Podocarpus)                   | 1982           | 1462,80            | Loja Zamora-Chinchipe                       | rezerwat biosfery UNESCO wpisany na listę konwencji ramsarskiej ostoja ptaków IBA                                     |
| 10  |         | Park Narodowy Rio Negro-Sopladora (hiszp. Parque nacional Rio Negro-Sopladora) | 2018           | 306,16             | Azuay Morona-Santiago                       | |
| 11  |         | Park Narodowy Sangay (hiszp. Parque nacional Sangay)                           | 1979           | 5177,65            | Cañar Chimborazo Morona-Santiago Tungurahua | Lista światowego dziedzictwa UNESCO ostoja ptaków IBA                                                                 |
| 12  |         | Park Narodowy Sumaco Napo-Galeras (hiszp. Parque nacional Sumaco Napo-Galeras) | 1994           | 2052,49            | Napo Orellana                               | rezerwat biosfery UNESCO ostoja ptaków IBA                                                                            |
| 13  |         | Park Narodowy Yacuri (hiszp. Parque nacional Yacuri)                           | 2009           | 430,91             | Loja Zamora-Chinchipe                       | rezerwat biosfery UNESCO wpisany na listę konwencji ramsarskiej ostoja ptaków IBA                                     |
| 14  |         | Park Narodowy Yasuni (hiszp. Parque nacional Yasuni)                           | 1979           | 10 227,36          | Orellana Pastaza                            | rezerwat biosfery UNESCO wpisany na listę konwencji ramsarskiej ostoja ptaków IBA                                     |